# Сагайдачний Олег Володимирович
Оле́г Володи́мирович Сагайда́чний (18 серпня 1975, с. Яремівщина, Миргородський район, Полтавська область — 26 березня 2023, м. Авдіївка, Покровський район, Донецька область) — учасник російсько-української війни.

## Життєпис
Сагайдачний Олег Володимирович народився 18 серпня 1975 року в селі Яремівщина, Миргородського району, Полтавської області. Навчався в Пісківській ЗОШ І—ІІІ ступенів.
Закінчив Гадяцьке професійне училище за спеціальністю тракторист. З 1993—1995 роках проходив строкову службу в ЗСУ. Після демобілізації працював на різних посадах у сільськогосподарських компаніях: ВАТ «Насінневе», ТОВ «Фрукти Полтавщини» та ТОВ Агрофірма «ЧБГ». З перших днів повномасштабного вторгнення він був призваний до Збройних сил України та по лютий 2023 року служив у територіальній обороні. З березня 2023 року захищав Східні рубежі України.
Загинув 26 березня 2023 року під час виконання бойового завдання в районі міста Авдіївка. Похований у селі Яремівщина.
У нього залишились мати та двоє синів.

## Нагороди
За особисту мужність і героїзм, виявлені у захисті державного суверенітету та територіальної цілісності України, вірність військовій присязі під час російсько-української війни, відзначений — нагороджений
- 9 серпня 2024 року — орденом «За мужність» III ступеня.[5]